# Les Enfants de la mer (manga)
Pour les articles homonymes, voir Les Enfants de la mer.
Les Enfants de la mer (海獣の子供, Kaijū no kodomo, litt. « Enfants de mammifère marins ») est un seinen manga écrit et illustré par Daisuke Igarashi. Il est prépublié dans le magazine Monthly Ikki de Shōgakukan entre 2006 et 2011, et compilé en un total de cinq tomes. La version française est publiée par Sarbacane, et une réédition est prévue par Delcourt/Tonkam.
Une adaptation en film d'animation par Studio 4°C est sorti le 7 juin 2019 au Japon et le 10 juillet 2019 en France.

## Intrigue
Au premier jour des vacances d'été, Ruka blesse volontairement une camarade de jeu qui lui avait fait un croche-pied. Exclue du club pour toutes les vacances, elle décide de partir une journée pour Tokyo. À la nuit tombée, elle rencontre Umi, un étrange garçon élevé par des dugongs qui plonge et disparaît dans les eaux troubles du port de Tokyo. Elle le retrouve quelques jours plus tard, car elle a été réquisitionnée par son père océanographe, pour travailler dans l'aquarium dont il s'occupe. Mais Umi n'est plus seul, il est accompagné de Sora, qui possède lui aussi des dons aquatiques surnaturels. Pourquoi les deux garçons brillent-ils sous l'eau, comme de véritables feux-follets ?

## Personnages
Ruka Azumi (安海琉花, Azumi Ruka)Collégienne rebelle, elle a du mal à exprimer ses sentiments. Ses parents sont séparés, elle vit avec sa mère.
Umi (海)Un des deux garçons recueillis au large des philippines. Son corps a tendance à se dessécher très vite sur terre.
Sora (空)Il est comme le grand frère d'Umi, mais contrairement à lui, il a une faible constitution  et doit souvent être hospitalisé.
Masaaki Azumi (安海正明, Azumi Masaaki)Père de Ruka. Il travaille à l'aquarium Enokura.
Kanako Azumi (安海加奈子, Kanako Azumi)Mère de Ruka. Ancienne employée de l'aquarium Enokura.
Sensei (先生) Jim CussackOcéano-biologiste. Tuteur d'Umi et de Sora.
Dede (デデ)C'est elle qui a présenté Umi et Sora - capturés avec des dudongs - à Jim. Elle connaît tout de la mer.
Anglade (アングラード)Jeune génie dans le domaine de l'océanologie. Autrefois collaborateur de Jim, il s'éloigne de son mentor en prenant une autre position scientifique.

## Productions et supports

### Manga
Les Enfants de la mer est écrit et illustré par Daisuke Igarashi. Il a été prépublié dans le magazine de seinen manga Monthly Ikki entre 2006 et 2011. Shogakukan a publié cinq volumes tankōbon entre le 30 juillet 2007 et le 30 juillet 2012,. La version française est publiée en intégralité par Sarbacane, et une réédition est prévue par Delcourt/Tonkam à partir d'octobre 2022.

### Film d'animation
Une adaptation du manga en film d'animation a été annoncée par Studio 4°C le 16 juillet 2018. Le film est réalisé par Ayumu Watanabe, avec Kenichi Konishi en tant que character designer et directeur de l'animation et accompagné d'une bande originale composée par Joe Hisaishi. Il est produit par Eiko Tanaka. La chanson thème du film, intitulée Umi no yūrei (海の幽霊, litt. « Le Fantôme de la mer »), est écrite et composée par Kenshi Yonezu.
Sa première mondiale s'est déroulé à Tokyo, au Japon, le 19 mai 2019 au Iino Hall, suivi d'une autre avant-première le 30 mai au Toho Cinemas Kinshicho Rakutenchi, avec la présence du personnel et des seiyū, avant la sortie nationale qui a débuté le 7 juin,. Il est ensuite présenté au Festival international du film d'animation d'Annecy de 2019 comme première française dans la catégorie Contrechamp. Distribué par Eurozoom, le film est projeté à partir du 10 juillet 2019 en France. La sortie aux États-Unis et au Canada a lieu en 2019 par la société de distribution GKIDS.

## Distinctions
Les Enfants de la mer est nommé pour les Prix culturel Osamu Tezuka de 2008 et de 2009,. En 2009, Daisuke Igarashi est récompensé par le Prix d'Excellence de l'association des auteurs de bande dessinée japonais pour Les Enfants de la mer. Les Enfants de la mer a également reçu un prix d'excellence à l'édition de 2009 du Japan Media Arts Festival,.

### Édition japonaise
1. 1 2  Tome 1
2. 1 2  Tome 2
3. 1 2  Tome 3
4. 1 2  Tome 4
5. 1 2  Tome 5

### Édition française
1. 1 2  Tome 1
2. 1 2  Tome 2
3. 1 2  Tome 3
4. 1 2  Tome 4
5. 1 2  Tome 5

### Documentation
- Paul Gravett (dir.), « Les années 2000 : Les Enfants de la mer », dans Les 1001 BD qu'il faut avoir lues dans sa vie, Flammarion, 2012 (ISBN 2081277735), p. 877.